# Pseudapis glabriventris
Pseudapis glabriventris är en biart som först beskrevs av Heinrich Friese 1930.  Pseudapis glabriventris ingår i släktet Pseudapis och familjen vägbin. Inga underarter finns listade i Catalogue of Life.